# Державний хор Республіки Дагестан

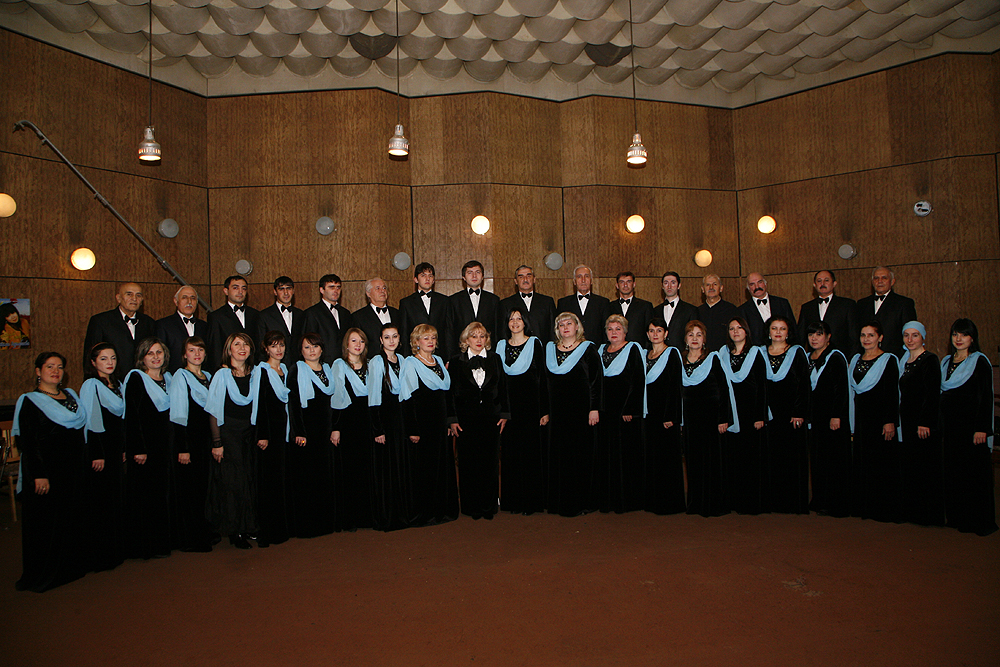
Державний хор Республіки Дагестан

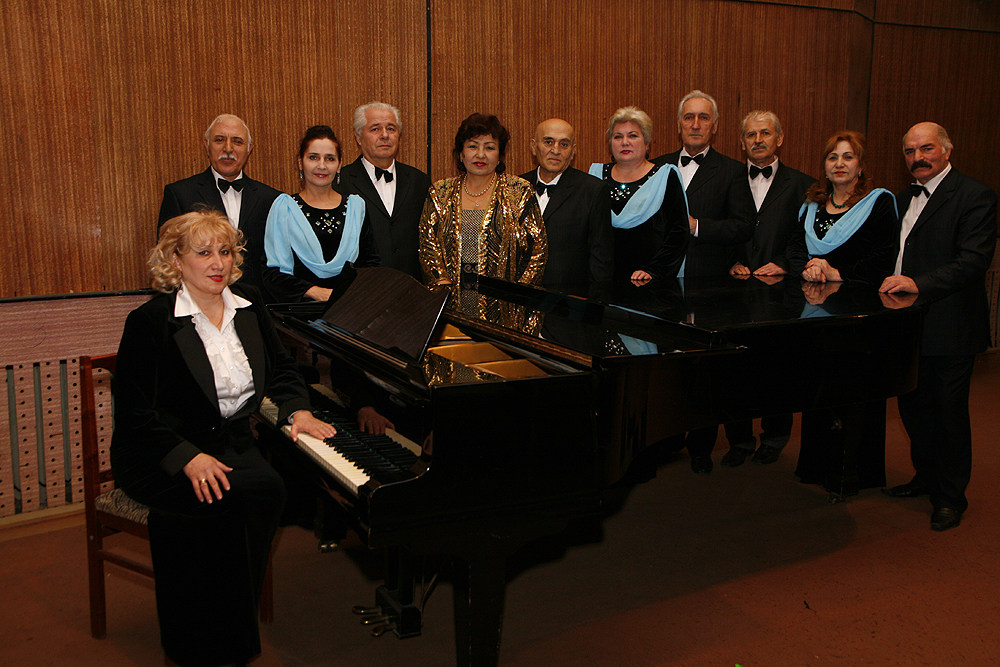
Державний хор Республіки Дагестан

Республіки Дагестан був створений в 1938 р. в м.Махачкалі при радіокомітеті. Офіційно називався Хор Даградіокомітету, пізніше Хор РГВК "Дагестан" 
З 2005р. отримав статус державного хору при міністерстві культури Республіки Дагестан. Засновником хору є заслужений діяч мистецтв Дагестану, співак і композитор Татам Алієвич Мурадов. 
Хор Радіокомітету був першим професійним хором у республіці, що пропагує музику дагестанських композиторів. У перші роки становлення — це був невеликий хоровий колектив, метою якого було виконання оригінальних народних пісень, обробок нескладних творів, що звучать в ефірі, по радіо. Після Т.Мурадова в різні роки керували: І.Савченко, Е.Коломейцева, П.Серебряков. І.Соленко, Л.Васільєва, Р.Мізрахі, Ю.Авшалумов, Р.Гаджіев. 
Останнім часом хор налічує 38 виконавців. Хор унікальний за своїм складом. Тут співають представники всіх народів багатонаціонального Дагестану (аварці, кумики, даргинці, лезгини, цахурци, лакці. тати, росіяни, табасаранци, азербайджанці). Складність полягає в різних манерах виконання, специфіці ведення звуку, вимови і діалектів. 
У репертуарі хору - твори вітчизняних та зарубіжних композиторів, а також твори дагестанських професійних, самодіяльних композиторів, обробки дагестанських пісень. Виконуються твори всіх жанрів: від хорових мініатюр до хор. концертів, духовна музика, сцени з опер, кантати, ораторії. 
Державний хор Республіки Дагестан бере участь у спільних концертах з оркестрами республіки: з симфонічним та камерним оркестрами дагестанської філармонії, з оркестром народних інструментів, бере активну участь у республіканських, міських заходах, Республіканських хорових фестивалях, днях міста, в декадах культури Дагестану в Москві та Ленінграді. Зроблені фондові записи на радіо та телебаченні. 2009 року Державному хору Дагестану присуджений Грант президента республіки Дагестан. 
З лютого 2008р. художнім керівником та диригентом хору є заслужений діяч мистецтв Республіки Дагестан Людмила Ханжова. 